# F4 (алгоритм)
Алгоритм F4 был предложен Жан-Шарль Фожером (Jean-Charles Faugerе) в 1999 г как новый эффективный алгоритм вычисления базиса Грёбнера. Этот алгоритм вычисляет базис Грёбнера идеала в кольце многочленов с помощью серии стандартной процедуры линейной алгебры: приведений матриц к ступенчатому виду. Он является одним из самых быстрых на сегодняшний день.

## Алгоритм

#### Определения
- Критическая пара {\displaystyle (f_{i},f_{j})} является членом

{\displaystyle T\cdot T\cdot K[x_{1},...,x_{n}]\cdot T\cdot K[x_{1},...,x_{n}],Pair(f_{i},f_{j}):=(HOK_{ij},t_{i},f_{i},t_{j},f_{j})}
такое, что
{\displaystyle HOK(Pair(f_{i},f_{j}))=HOK_{ij}=LT(t_{i}f_{i})=LT(t_{j}f_{j})=HOK(f_{i},f_{j})}
- Определим степень критической пары {\displaystyle p_{i,j}=Pair(f_{i},f_{j}),deg(p_{i,j})} как {\displaystyle deg(HOK_{i,j})}.
- Определим следующие операторы: {\displaystyle Left(p_{i,j}):=t_{i}\cdot f_{i}} and {\displaystyle Right(p_{i,j}):=t_{j}\cdot f_{j}}

#### Псевдокод алгоритма F4 (упрощённая версия)
Вход: {\displaystyle {\begin{cases}F{\text{ конечное подмножество }}K[X_{1},...,X_{n}]\\Sel{\text{ функция }}List(Pairs)\rightarrow List(Pairs)\\{\text{такое, что }}Sel(I)\neq \varnothing {\text{ если }}I\neq \varnothing \end{cases}}}
Выход: конечное подмножество {\displaystyle K[X_{1},...,X_{n}]}
{\displaystyle G:=F,{\tilde {F}}_{0}+:=F:=0{\text{ и }}P:=\{Pair(f,g)|(f,g)\in G^{2}{\text{ c }}f\neq g\}}
While {\displaystyle P\neq \varnothing } do
{\displaystyle d:=d+1}
{\displaystyle P_{d}:=Sel(p)}
{\displaystyle P:=P\backslash P_{d}}
{\displaystyle L_{d}:=Left(P_{d})\cup Right(P_{d})}
{\displaystyle {\tilde {F}}_{d}^{+}:=Reduction(L_{d},G)}
for {\displaystyle h\in {\tilde {F}}_{d}^{+}} do
{\displaystyle P:=P\cup \{Pair(h,g)|g\in G\}G:=G\cup \{h\}}
return {\displaystyle G}

#### Алгоритм редукции
Теперь мы можем расширить определение редукции полинома по модулю
подмножества {\displaystyle K[X_{1},...,X_{n}]}, до редукции подмножества {\displaystyle K[X_{1},...,X_{n}]} по

модулю другого подмножества {\displaystyle K[X_{1},...,X_{n}]}:
Вход: L, G конечные подмножества {\displaystyle K[X_{1},...,X_{n}]}
Выход: конечные подмножества {\displaystyle K[X_{1},...,X_{n}]} (Может быть пустым)
{\displaystyle F:={\text{SymbolicPreprocessing}}(L,G)}
{\displaystyle {\tilde {F}}:={\text{Редукция Гауса }}F{\text{ относительно}}<}
{\displaystyle {\tilde {F}}^{+}:=\{f\in {\tilde {F}}|LT(f)\not \in LT(F)\}}
return {\displaystyle {\tilde {F^{+}}}}
Арифметическая операция не используется: это символьный препроцессинг.

#### Алгоритм Символьного Препроцессинга
Вход: L, G конечные подмножества {\displaystyle K[X_{1},...,X_{n}]}
Выход: конечные подмножества {\displaystyle K[X_{1},...,X_{n}]}
{\displaystyle F:=L}
{\displaystyle Done:=LT(F)}
while {\displaystyle T(F)\neq Done} do
{\displaystyle m\in T(F)\backslash Done}
{\displaystyle Done:=Done\cup \{m\}}
if {\displaystyle m} приводим сверху по модулю {\displaystyle G} then
существует {\displaystyle g\in G{\text{ И }}m^{'}\in T:m=m^{'}\cdot LT(g)}
{\displaystyle F:=F\cup \{m^{'}\cdot g\}}
return {\displaystyle F}

#### Лемма
Для всех многочленов {\displaystyle p\in L_{d}}, мы имеем {\displaystyle p{\xrightarrow[{}]{G\cup {\tilde {F}}+}}0}

#### Теорема (без доказательства)
Алгоритм {\displaystyle F_{4}} вычисляет базис Гребнера G в {\displaystyle K[X_{1},...,X_{n}]}
такой что {\displaystyle F\subseteq G{\text{ И }}Id(G)=Id(F).}
Замечание
Если #{\displaystyle Sel(I)=1} для всех {\displaystyle I\neq \varnothing }, тогда алгоритм {\displaystyle F_{4}} сводится к алгоритму Бухбергера. В этом случае функция Sel является эквивалентом стратегии выбора для алгоритма Бухбергера.

#### Функция выбора
Вход: {\displaystyle P} список критических пар
Выход: список критических пар
{\displaystyle d:=min\{deg(lcm(p))\}}
{\displaystyle P_{d}:=\{p\in P|deg(lcm(p))=d\}}
return {\displaystyle P_{d}}
Назовём эту стратегию нормальной стратегией для {\displaystyle F_{4}}.
Следовательно, если входные полиномы однородны, мы получаем в степени, и d — базис Гребнера.
На следующем шаге мы выбираем все критические пары, необходимые для вычисления базиса Гребнера в степени d+1.

## Оптимизация алгоритма F4
Существует несколько путей оптимизации алгоритма:
- включение критерия Бухбергера (или критерия F5);
- повторное использование всех строк в приведённых матрицах.

Критерии Бухбергера Алгоритм — реализация:
{\displaystyle (G_{new},p_{new}):=Update(G_{old},P_{old},h)}
Вход: {\displaystyle {\begin{cases}{\text{конечное подмножество }}G_{old}{\text{ в }}K[X_{1},...,X_{n}]\\{\text{конечное подмножество }}P_{old}{\text{ критических пар в }}K[X_{1},...,X_{n}]\\0\neq h\in K[x_{1},...,X_{n}]\end{cases}}}
Выход: конечное подмножество в {\displaystyle K[X_{1},...,X_{n}]} обновлённый список критических пар

#### Пседвокод алгоритма F4 (с критерием)
Вход: {\displaystyle {\begin{cases}F\subset K[X_{1},...,X_{n}]\\Sel{\text{ функция }}List(Pairs)\rightarrow List(Pairs)\end{cases}}}
Выход: конечное подмножество {\displaystyle K[X_{1},...,X_{n}]}.
{\displaystyle G:=\varnothing {\text{ И }}P:=\varnothing {\text{ И }}d:=0}
while {\displaystyle F\neq \varnothing } do
{\displaystyle f:=first(F);F:F\backslash \{f\}}
{\displaystyle (G,P):=Update(G,P,f)}
while {\displaystyle P\neq \varnothing } do
{\displaystyle d:=d+1}
{\displaystyle P_{d}:=Sel(P);P:=P\backslash P_{d}}
{\displaystyle L_{d}:=Left(P_{d})\cup Right(P_{d})}
{\displaystyle ({\tilde {F}}_{d}^{+},F_{d}):=Reduction(L_{d},G,(F_{i})_{d=1,...,(d-1)})}
for {\displaystyle P\neq {\tilde {F}}_{d}^{+}}
{\displaystyle P:=P\cup \{Pair(h,g)|g\in G\}}
{\displaystyle (G,P):=Update(G,P,h)}
return {\displaystyle G}

## F4 и его отличия отАлгоритма Бухбергера
Пусть есть некоторое конечное множество многочленов {\displaystyle F}. По этому множеству строится большая разреженная матрица, строки которой соответствуют многочленам из {\displaystyle F}, а столбцы — мономам. В матрице записаны коэффициенты многочленов при соответствующих мономах. Столбцы матрицы отсортированы согласно выбранному мономиальному упорядочению (старший моном соответствует первому столбцу). Приведение такой матрицы к ступенчатому виду позволяет узнать базис линейной оболочки многочленов из {\displaystyle F} в пространстве многочленов.
Пусть в классическом алгоритме Бухбергера требуется провести шаг редукции многочлена {\displaystyle f} относительно {\displaystyle g}, и при этом {\displaystyle g} должен быть домножен на моном {\displaystyle M}. В алгоритме F4 в матрицу будут специально помещены {\displaystyle f} и {\displaystyle M}{\displaystyle g}. Утверждается, что можно заранее подготовить множество всех потенциальных домноженных редукторов, которые могут потребоваться, и поместить их заранее в матрицу.
Обобщим алгоритм F4:
пусть нам требуется отредуцировать многочлен {\displaystyle f} относительно множества {\displaystyle F}. Для этого мы
(1) добавляем {\displaystyle f} в матрицу;
(2) строим носитель {\displaystyle {\mathcal {M}}} многочлена {\displaystyle f} (множество мономов);
(3) если {\displaystyle {\mathcal {M}}} пусто, то заканчиваем процедуру;
(4) выбираем максимальный моном {\displaystyle M} в {\displaystyle {\mathcal {M}}} (и выкидываем его из {\displaystyle {\mathcal {M}}});
(5) если {\displaystyle M} не делится ни на один старший моном элементов {\displaystyle F}, то переходим к шагу (3);
(6) иначе выбираем редуктор {\displaystyle r} ∈ {\displaystyle F} (и дополнительный множитель {\displaystyle t}): тогда {\displaystyle M}{\displaystyle =LM} {\displaystyle tr};
(7) добавляем {\displaystyle tr} в матрицу;
(8) добавляем мономы многочлена {\displaystyle tr} (кроме старшего {\displaystyle M}) ко множеству {\displaystyle {\mathcal {M}}};
(9) переходим к шагу (3).
Эта процедура пополнения матрицы домноженными редукторами называется символьным препроцессингом. Кроме того, вместо S-полиномов можно поместить в матрицу их левые и правые части (при редукции одной строки по другой автоматически получится S-полином).
Наконец, третьим отличием от алгоритма Бухбергера является то, что в алгоритме F4 разрешается поместить в одну матрицу части сразу нескольких S-полиномов, выбранных согласно какой-либо стратегии. Так, если на каждом шаге выбирается один S-полином, то он повторяет классический алгоритм Бухбергера.
Другая крайность — когда на очередном шаге редуцируется множество всех имеющихся S-полиномов. Это тоже не очень эффективно из-за больших размеров матриц. Автор алгоритма Ж.-Ш. Фожер предложил нормальную стратегию выбора S-полиномов для редукции, согласно которой выбираются S-полиномы с наименьшей степенью левых и правых частей. Она даёт хорошие эмпирические результаты для упорядочения DegRevLex и её выбор является естественным для однородных идеалов.
В алгоритм можно внести несколько естественных усовершенствований. Как и в классическом алгоритме вычисления базиса Грёбнера, можно применять критерии Бухбергера для отсеивания заведомо ненужных S-полиномов.

## Реализации
Реализован алгоритм F4
1. в FGb — собственная реализация Фожера[4], которая включает интерфейсы для его использования из C/C ++ или Maple;
2. в системе компьютерной алгебры Maple в качестве опции method = fgb функции Groebner [gbasis];
3. в системе компьютерной алгебры Magma, в системе компьютерной алгебры SageMath.

## Пример
Задача: посчитать базис Грёбнера для многочленов {\displaystyle \{f_{1}=abcd-1;f_{2}=abc+abd+acd+bcd;f_{3}=ab+bc+ad+cd;f_{4}=a+b+c+d\}}В начале присваиваем {\displaystyle G={f_{4}},} {\displaystyle P_{1}={Pair(f_{3},f_{4})},} {\displaystyle L_{1}=\{(1,f_{3}),(b,f_{4})\}}
1) Символьный препроцессинг{\displaystyle (L_{1},G,\varnothing ):}
{\displaystyle F_{1}=\{{f_{3},bf_{4}}\},T(F_{1})=\{ab,ad,b^{2},bc,bd,cd\}}
{\displaystyle ab} уже готов.
2) Символьный препроцессинг{\displaystyle (L_{1},G,\varnothing ):}
{\displaystyle F_{1}=\{{f_{3},bf_{4}}\},T(F_{1})=\{ab,ad,b^{2},bc,bd,cd\}}
{\displaystyle ad} сверху сводится к {\displaystyle f_{4}\in G}.
3) Символьный препроцессинг{\displaystyle (L_{1},G,\varnothing ):}
{\displaystyle F_{1}=\{{f_{3},bf_{4},df_{4}}\},T(F_{1})=\{ab,ad,b^{2},bc,bd,cd,d^{2}\}}
{\displaystyle b^{2}} не сводится к {\displaystyle G}.
4) {\displaystyle F_{1}=\{{f_{3},bf_{4},df_{4}}\}.}
Матричное представление полученного {\displaystyle F_{1}}:
{\displaystyle A_{1}=M(F_{1})={\begin{pmatrix}\{&ab&b^{2}&bc&ad&bd&cd&d^{2}\}\\(df_{4})&0&0&0&1&1&1&1\\(f_{3})&1&0&1&1&0&1&0\\(bf_{4})&1&1&1&0&1&0&0\end{pmatrix}}}
Редукция Гаусса полученной матрицы {\displaystyle A_{1}}:
{\displaystyle {\tilde {A_{1}}}={\begin{pmatrix}\{&ab&b^{2}&bc&ad&bd&cd&d^{2}\}\\(df_{4})&0&0&0&1&1&1&1\\(f_{3})&1&0&1&0&-1&0&-1\\(bf_{4})&0&1&0&0&2&0&1\end{pmatrix}}}
По этой матрице получаем:
{\displaystyle {\tilde {F_{1}}}=[f_{5}=ad+bd+cd+d^{2},f_{6}=ab+bc-bd-d^{2},f_{7}=b^{2}+2bd+d^{2}]}
А так как {\displaystyle ab,ad\in LT(F_{1})}, то
{\displaystyle {\tilde {F_{1+}}}=[f_{7}]} и тогда {\displaystyle G=\{f_{4},f_{7}\}.}
Для следующего шага мы должны рассмотреть {\displaystyle P_{2}=\{Pair(f_{2},f_{4})\}}
Отсюда {\displaystyle L_{2}=\{(1,f_{2}),(bc,f_{4})\}{\text{и}}{\mathcal {F}}=\{F_{1}\}.}
В Символьном препроцессинге можно попытаться упростить {\displaystyle 1\cdot f_{2}{\text{и}}bc\cdot f_{4}} используя предыдущие вычисления:
Например,{\displaystyle LT(bcf_{4})=abc=LT(cf_{6}){\text{ и поэтому вместо }}bc\cdot f_{4}{\text{ можно использовать  }}c\cdot f_{6}}1) Символьный препроцессинг
{\displaystyle F_{2}=\{{f_{2},cf_{6}}\},T(F_{2})=\{abc,bc^{2},abd,acd,bcd,cd^{2}\}}
2) Символьный препроцессинг
{\displaystyle F_{2}=\{{f_{2},cf_{6}}\},T(F_{2})=\{abc,bc^{2},abd,acd,bcd,cd^{2}\}}
3) Символьный препроцессинг
{\displaystyle F_{2}=\{{f_{2},cf_{6}}\},T(F_{2})=\{abc,bc^{2},abd,acd,bcd,cd^{2}\}}{\displaystyle abd{\text{ сводится к }}bcf_{4}{\text{ а также к }}bf_{5}}

##### Опишем упрощение
Цель: заменить любое произведение {\displaystyle m\cdot f} на произведение {\displaystyle (uf)\cdot f'}, где {\displaystyle (t,f')} — ранее вычисленная строка, а {\displaystyle uf} делит моном {\displaystyle m}
В первом варианте алгоритма: некоторые строки матрицы никогда не используются (строки в матрице {\displaystyle {\tilde {F}}_{d}\backslash {\tilde {F}}_{d}^{+}}).
Новая версия алгоритма: мы сохраняем эти строки
{\displaystyle m\cdot f\in Rows(F)\rightarrow m^{'}\cdot f^{'}{\text{ c }}m\geq m^{'}}
{\displaystyle m\cdot f\in Rows(F)\rightarrow X_{k}\cdot f^{'}}
SIMPLIFY пытается заменить произведение {\displaystyle m\cdot f} произведением {\displaystyle (ut)\cdot f^{'}}, где
{\displaystyle (t,f^{'})}уже вычисленная строка в гауссовой редукции, и u t делит моном m; Если мы нашли такое лучшее произведение, то рекурсивно вызываем функцию SIMPLIFY:
Вход: {\displaystyle {\begin{cases}t\in T{\text{ моном}}\\t\in K[X_{1},...,X_{n}]{\text{ многочлен}}\\F=(F_{i})_{d=1,...,(d-1)},{\text{ Где }}F_{k}\in K[X_{1},...,X_{n}]\end{cases}}}
Выход: Результат {\displaystyle m^{'}*f^{'}} эквивалентно {\displaystyle t*f}
for {\displaystyle u\in {\text{ список делителей }}t} do
if {\displaystyle \exists j(1\leq j<d):(u\cdot f)\in F_{j}{\text{ then}}}
{\displaystyle {\tilde {F}}_{j}{\text{Гауссова редукция}}F_{j}{\text{ Относительно}}<}
{\displaystyle \exists !p\in {\tilde {F}}_{j}:LT(p)=LT(u*f)}
if {\displaystyle u\neq t{\text{ then}}}
return {\displaystyle Simplify({\frac {t}{u}},p,F)}
else return {\displaystyle 1*p}
return {\displaystyle t*f}
Algorithm SYMBOLICPREPROCESSING 
Вход: {\displaystyle {\begin{cases}L,G{\text{ конечные подмножества }}K[X_{1},...,X_{n}]\\F=(F_{i})_{d=1,...,(d-1)},{\text{ Где }}F_{k}\\{\text{конечное подмножество}}K[X_{1},...,X_{n}]\end{cases}}}
Выход: конечное подмножество {\displaystyle K[X_{1},...,X_{n}]}.
{\displaystyle F:=L}
{\displaystyle Done:=LT(F)}
while {\displaystyle T(F)\neq Done} do
{\displaystyle m\in T(F)\backslash Done}
if {\displaystyle m} приводим сверху по модулю {\displaystyle G} then
существует {\displaystyle g\in G{\text{ И }}m^{'}\in T:m=m^{'}\cdot LT(g)}
{\displaystyle F:=F\cup \{Simplify(m^{'},g,F)\}}
return {\displaystyle F}
Теперь возвращаемся к примеру.
4) Символьный препроцессинг
{\displaystyle F_{2}=\{{f_{2},cf_{6},bf_{5}}\},T(F_{2})=\{abc,bc^{2},abd,acd,bcd,cd^{2},b^{2}d,bd^{2}\}}
И так далее….
5) Символьный препроцессинг
{\displaystyle F_{2}=[cf_{5},df_{7},bf_{5},f_{2},cf_{6}]}
{\displaystyle A_{2}=M(F_{2})={\begin{bmatrix}0&0&0&0&1&1&1&0&1&0&0\\0&0&0&1&0&0&0&2&0&1&0\\0&0&1&1&0&1&0&1&0&0&0\\1&0&1&0&1&1&0&0&0&0&0\\1&1&0&0&0&-1&0&0&-1&0&0\end{bmatrix}}}
После редукции Гаусса:
{\displaystyle {\tilde {A_{2}}}={\tilde {M(F_{2})}}={\begin{bmatrix}0&0&0&0&1&1&1&0&1&0\\0&0&0&1&0&0&0&2&0&1\\0&0&1&0&0&1&0&-1&0&-1\\1&0&0&0&0&-1&-1&1&-1&1\\0&1&0&0&0&0&1&-1&0&-1\end{bmatrix}}}
{\displaystyle {\tilde {F_{2}}}={\begin{bmatrix}f_{9}=acd+bcd+c^{2}d+cd^{2},\\f_{10}=b^{2}d+2bd^{2}+d^{3},\\f_{11}=abd+bcd-bd^{2}-d^{3},\\f_{12}=abc-bcd-c^{2}d+bd^{2}-cd^{2}+d^{3},\\f_{13}=bc^{2}+c^{2}d-bd^{2}-d^{3}\end{bmatrix}}}
и {\displaystyle G=\{f_{4},f_{7},f_{13}\}}
На следующем шаге имеем:
{\displaystyle L_{3}=\{(1,f_{1}),(bcd,f_{4}),(c^{2},f_{7}),(b,f_{13})\}}
и рекурсивно вызываем упрощение:
{\displaystyle Simplify(bcd,f_{4})=Simplify(cd,f_{6})=Simplify(d,f_{12})=(d,f_{12})}
На следующем шаге имеем:
{\displaystyle L_{3}=\{(1,f_{1}),(bcd,f_{4}),(c^{2},f_{7}),(b,f_{13})\}} и {\displaystyle F_{3}=[f_{1},df_{12},c^{2}f_{7},bf_{13},df_{13},df_{10}]}
После некоторых вычислений, получается, что ранг {\displaystyle M(F_{3})} составляет 5.
Это означает, что есть бесполезное сведение к нулю.
На следующем шаге имеем:
{\displaystyle L_{3}=\{(1,f_{1}),(bcd,f_{4}),(c^{2},f_{7}),(b,f_{13})\}} и {\displaystyle F_{3}=[f_{1},df_{12},c^{2}f_{7},bf_{13}]}
Символьный препроцессинг
{\displaystyle F_{3}=[f_{1},df_{12},c^{2}f_{5},bf_{13},df_{13},df_{10}]}
{\displaystyle {\tilde {F_{3}}}={\begin{bmatrix}f_{15}=c^{2}b^{2}-c^{2}d^{2}+2bd^{3}+2d^{4},\\f_{16}=abcd-1,\\f_{17}=-bcd^{2}-c^{2}d^{2}-bd^{3}-d^{4}+1,\\f_{18}=c^{2}bd+c^{2}d^{2}-bd^{3}-d^{4},\\f_{19}=b^{2}d^{2}+2bd^{3}+d^{4}\end{bmatrix}}}